# 费萨尔·本·阿卜杜勒-阿齐兹·阿勒沙特
费萨尔·本·阿卜杜勒-阿齐兹·阿勒沙特（阿拉伯语：‎，1906年4月14日—1975年3月25日），沙烏地阿拉伯第三位國王。
生于利雅德。沙特首位國王阿卜杜勒·阿齐兹·沙特第三子。1930年任内志的外交负责人，1934年指挥军队攻占也门，1953年11月，父亲逝世，兄长沙特继位为国王，他被立为王储。1958年开始主持朝政，1962年任首相，后与国王关系恶化，他联合其他弟弟夺权，1964年初任摄政王，11月即位。1975年3月25日遭其侄子费萨尔·本·穆赛义德刺殺身亡。
费萨尔实施了现代化和改革政策。他的主要外交政策是泛伊斯兰主义，反共产主义，并且支持巴勒斯坦民族主义。他试图限制伊斯兰宗教官员的权力，同时抗议以色列从西方获得的支持。他于1973年领导了一次限制石油出口活动，导致了石油危机。
费萨尔成功地稳定了王国的政治体系，他的统治在沙特阿拉伯人中非常受欢迎，尽管他的统治也存在一些争议。

## 早年的生活和教育
费萨尔·本·阿卜杜拉齐兹于1906年4月14日出生于利雅得。是沙特首任国王的第三个儿子。他的母亲出生于阿禮·謝赫家族，和瓦哈比属于同一个家族。费萨尔的外祖父是阿卜杜拉阿齐兹的宗教导师和顾问。费萨尔的母亲在1912年费萨尔很小的时候就去世了。
1919年，英国政府邀请阿卜杜勒阿齐兹国王访问伦敦。 他没有去，但派遣费萨尔王子，使他成为有史以来第一位访问英格兰的沙特阿拉伯王室成员。 他的访问持续了五个月，并且与英国官员会面。在同一时期，他还访问了法国，成为了第一位在法国进行正式访问的沙特阿拉伯王室成员。

## 早期经历
作为阿卜杜勒阿齐兹国王的最年长的儿子之一，费萨尔亲王被赋予了许多责任来巩固对阿拉伯半岛的控制权。在1922年沙特家族控制了哈伊勒并且开始占领阿西尔的时候，他带着6000多士兵被派去这些地方，最终他在年底完全控制了阿西尔。 费萨尔亲王于1926年被任命为汉志的总督。继父亲之后接管该地区。在他任职期间，他经常于当地的领导人征询意见。
1930年，他的父亲任命他为外交部长。他在此之后一直在主导沙特的外交政策，直到他去世，期间只有两年(1960至1962年)的时间除外。费萨尔在此期间多次访问欧洲，包括1932年访问波兰和1933年访问俄罗斯（作为苏联的一部分）。 他在1934年沙特阿拉伯-也门战争时坐镇指挥，最终沙特阿拉伯获胜。

## 王储和首相

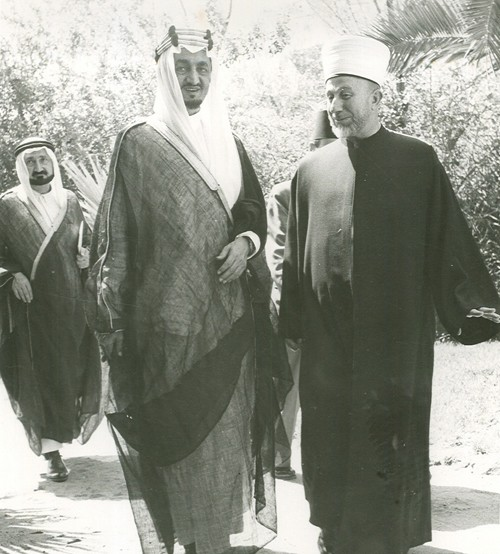
费萨尔和阿明·侯赛尼

在费萨尔亲王的哥哥绍德于1953年登基后，费萨尔亲王被任命王储。绍德国王开始实施一项支出计划，其中包括在首都利雅得郊区建造一座巨大的皇家住所。他还面临来自邻居埃及的压力。因为纳赛尔在1952年推翻了君主制，并且纳赛尔扶植一群由塔拉勒亲王领导的持不同政见并且叛逃到埃及的王子。 （见自由王子）。由于担心国王的财政政策使国家陷入崩溃的边缘，以及他对外交事务的处理，王室的高级成员和乌里玛（宗教领袖）向国王施加压力，迫使他1958年任命费萨尔担任首相一职，赋予费萨尔广泛的行政权力。
沙特国王与费萨尔王储之间发生了权力斗争，1960年12月18日，费萨尔亲王辞去首相职务作为抗议，称对于国王不支持他的金融改革感到沮丧。国王收回了他的行政权力，并促使塔拉勒王子从埃及返回，任命他为财政部长。  然而在1962年，费萨尔王子在皇室内获得了足够的支持，使自己再度成为了首相。
1963年，费萨尔亲王建立了该国第一家电视台，但实际上广播节目只播出了两年。 费萨尔王储于1961年帮助建立了麦地那伊斯兰大学。1962年，费萨尔王子帮助创建了穆斯林世界联盟，这是一个全球性的慈善机构，据报道沙特王室捐赠超过十亿美元。

## 王位之争
在此期间，费萨尔与国王的斗争在后台继续进行。 1963年初，费萨尔利用国王出国治病的机会，开始为自己积累更多权力。 费萨尔从重要的职位中罢免了许多忠于国王的人，并在重要的军事和安全职位上任命了与自己志同道合的王子，比如他的弟弟阿卜杜拉王子，他在1962年成为了国民警卫队的指挥。
然而，国王意识到了这一点，并且最后一次尝试夺回行政权力。于是费萨尔亲王命令国民警卫队包围了沙特国王的宫殿。费萨尔的支持者远多于国王的支持者，国王心虚了。1964年3月4日，费萨尔亲王被任命为摄政王。 同一年的晚些时候沙特阿拉伯召开了王室和乌里玛长老的会议，并由大穆夫提颁布了第二个教令，呼吁国王放弃王位，并支持费萨尔成为国王。 王室支持这个教令并立即通知国王他们的决定。由于国王的权力已经被架空从而被迫同意，费萨尔亲王于1964年11月2日加冕成为国王。随后，老国王流亡，在最终定居希腊之前在埃及寻求庇护。

## 沙特阿拉伯国王
费萨尔在1964年11月2日上台后不久的讲话中说：
弟兄们，我恳求你们把我视为兄弟和仆人。“陛下”仅为真主安拉保留，而“王位”则是天堂和地球的宝座。
1967年，费萨尔国王设立了第二首相的职位，并任命他的同父异母弟法赫德亲王担任这一职务。

### 现代化改革
在他统治的早期，他发布了一项法令，规定所有王子都必须在国内教育子女，而不是将他们送到国外; 这样做的结果是让上流社会的家人能够让他们的子女回到沙特阿拉伯接受教育，进而提高沙特阿拉伯的教育水平。 费萨尔国王还采用了了该国目前的行政区制度，为现代社会福利制度奠定了基础。1970年，他成立了司法部，并启动了该国第一个经济发展的“五年计划”。电视广播于1965年正式开播。1966年，费萨尔的一名侄子袭击了新成立的沙特阿拉伯电视总部，但被安保人员杀死。 袭击者是未来刺杀费萨尔的刺客的兄弟，这一事件是费萨尔遇刺案最广泛接受的动机。

### 对抗政变

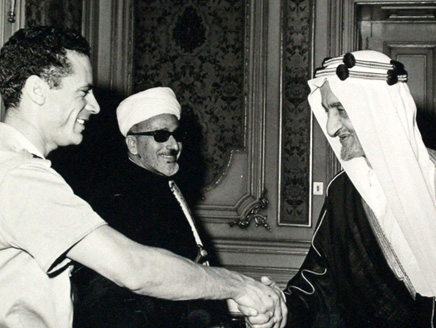
费萨尔国王与穆阿迈尔·卡扎菲在20世纪70年代初期

20世纪50年代和60年代在该地区发生了多次政变。1969年卡扎菲发动了推翻富含石油的利比亚王国的君主制政变，由于两个人口稀少的沙漠国家之间的相似性，沙特阿拉伯也受到了同样的威胁。因此，费萨尔国王建立了一个复杂的安全机构并坚决打击异见人士。正如在所有事务中所做的一样，费萨尔国王以伊斯兰教的教义为这些政策辩护。在他的统治初期，当面对国家成文宪法的要求时，费萨尔国王回应称“我们的宪法是古兰经”。1969年夏天，费萨尔国王下令逮捕数百名军官，其中包括一些将军，声称正计划发动军事政变，政变主要由空军军官策划，旨在推翻君主制并在该国建立类似于埃及纳赛尔的政权。逮捕可能是基于美国情报部门的提示。

### 宗教的包容性
费萨尔国王似乎持有多元主义观点，但仅仅是倾向于有限，谨慎地满足民众对包容性改革的要求，并一再试图扩大政治代表性，使得他1965年至1975年国家融合政策暂时获得成功。费萨尔国王承认他的国家的宗教信仰和文化多样性，其中包括什叶派为主的东部省，以及非瓦哈比的汉志地区。然而，在他统治之后，基于教派，部落，地区和性别的歧视成为当时的严重问题，并一直如此持续到今天。
在费萨尔国王加冕之后，乌里玛的作用和权威也有所下降，即使费萨尔的登基离不开乌里玛的支持。尽管他的母亲与作为谢赫家族与他存在血缘关系，以及他对泛伊斯兰主义的支持，但是他还是降低了乌里玛的权力和影响力。与他的继任者哈立德国王不同，费萨尔国王试图阻止激进的神职人员控制宗教机构，如沙特阿拉伯最高宗教机构高级乌里玛委员会，或担任Grand Mufti等宗教机构，负责维护伊斯兰教法。但他的顾问们警告说，一旦宗教狂热分子受到激励，就会产生灾难性后果。费萨尔国王拒绝了乌里玛对其加速现代化尝试方面的反对意见，有时甚至在他们认为是重大问题的事项上也是如此。 比如说女性的教育权问题。
伊斯兰神学院的宗教人士非常重视王室的腐败。他们采用的一些公认的神学解释挑战了王室的政权。 其中一位有影响力的人物是谢赫·本·贝兹，他是麦地那神学院的校长。 费萨尔国王无法容忍他的批评，并把他从他的位置上撤下。 然而，他的教导已经激化了他的一些学生。 其中一个是朱海曼·欧泰比。

### 废除奴隶制

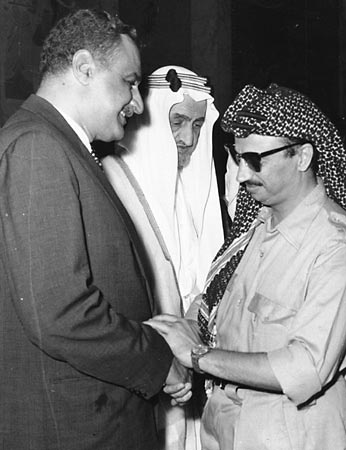
1970年9月，埃及总统纳赛尔与亚西尔·阿拉法特和费萨尔国王参加阿拉伯首脑会议

直到1962年费萨尔国王颁布完全取消法令时，奴隶制才在沙特阿拉伯消失。BBC表示当时约有1,682名奴隶被释放，每人政府花费2000美金。政治分析家布鲁斯·里德尔认为美国在1945年阿卜杜勒阿齐兹国王与美国总统富兰克林·罗斯福会晤之后开始提出奴隶制问题，最后约翰肯尼迪终于提出了这个问题， 说服沙特阿拉伯王室在1962年废除奴隶制。

### 对外关系

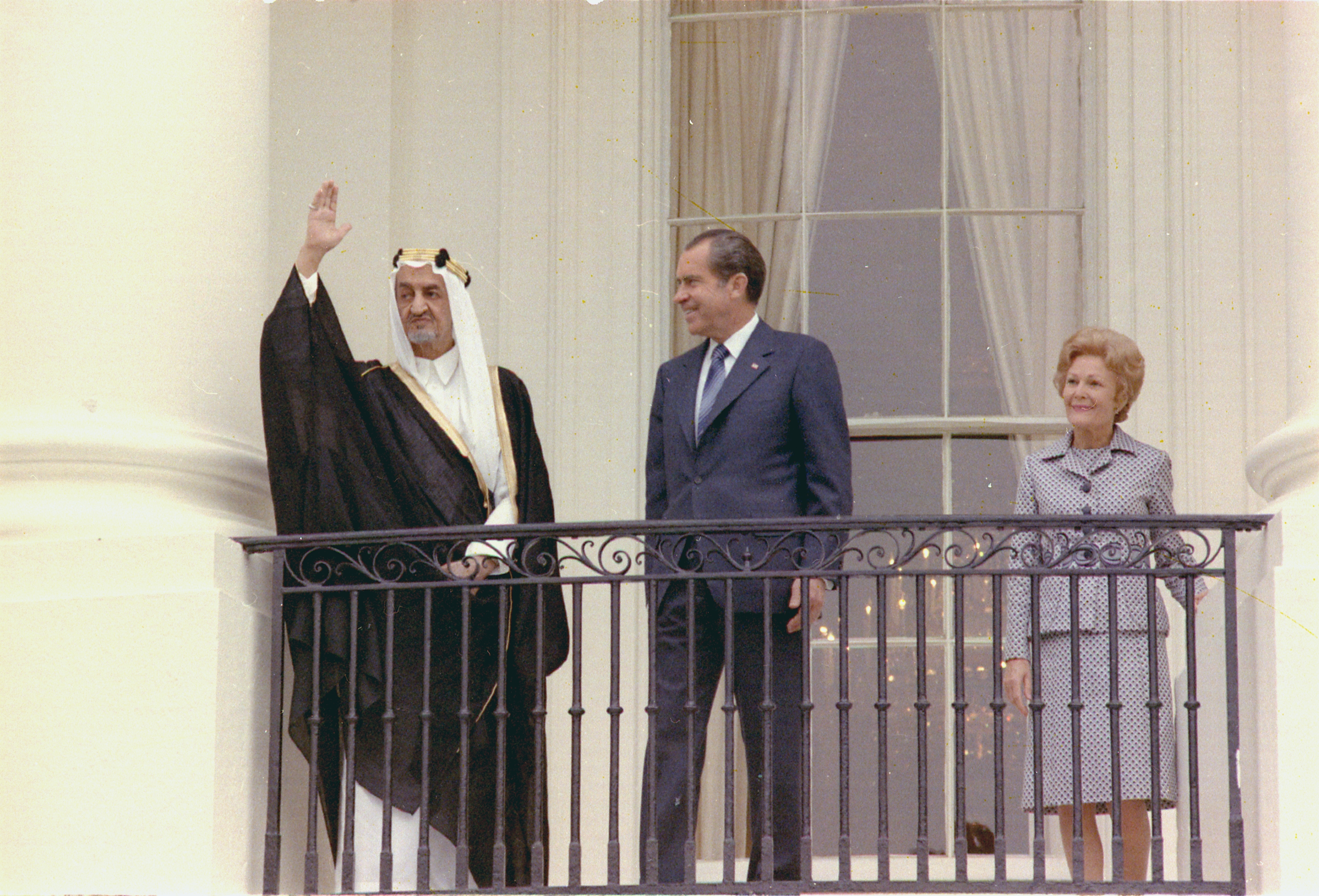
费萨尔国王，美国总统尼克松和他的妻子帕特·尼克松（1971年5月27日）

作为国王，费萨尔持续和他父亲相同的与美国结盟的政策，并依靠美国大力武装和训练他的武装部队。 费萨尔国王是反共产主义者。 他拒绝与苏联和其他共产主义集团国家建立任何政治关系，因为在他看来共产主义与伊斯兰教完全不相容，甚至因反共的原因，沙特阿拉伯成為唯一一個反對中華人民共和國取代中華民國的聯大2758號決議的阿拉伯國家，中共和沙特阿拉伯也因而遲至90年代冷戰末期才得以建交。
1969年9月23日至25日，费萨尔国王在摩洛哥拉巴特召开会议，讨论一个月前发生的对阿克萨清真寺的纵火事件。 25个穆斯林国家的领导人出席了会议，会议呼吁以色列放弃1967年征服的领土。会议还设立了伊斯兰合作组织，并承诺支持巴勒斯坦人。
1971年5月17日，费萨尔訪問台灣，覲見總統蔣介石及夫人宋美齡，蔣頒贈費瑟采玉勳章。
纳赛尔于1970年去世后，费萨尔国王埃及新任总统萨达特关系更好，而后者正计划与苏联决裂并向亲美阵营迈进。在萨达特发起的赎罪日战争期间，费萨尔国王从世界原油市场撤回沙特阿拉伯石油，以抗议西方在冲突期间对以色列的支持。这一行动增加了石油价格，是1973年石油危机的主要推动力。这是费萨尔国王职业生涯的决定性行为，并在全世界许多阿拉伯人和穆斯林中获得了持久的声望。 1974年，他被选为为时代杂志 年度人物，危机产生的财政收入意外收获助长了沙特阿拉伯的经济繁荣。新的石油收入也使费萨尔能够大大增加他对叙利亚和巴勒斯坦解放组织的援助。 沙特阿拉伯以及更广泛的阿拉伯世界都在认为，费萨尔国王的石油抵制政策是西方想要暗杀他的主要原因。

## 个人生活
费萨尔国王精通英语和法语，他的女儿也是如此。

## 遭到暗杀
1975年3月25日，费萨尔国王被他侄子費瑟·本·穆賽義射杀，谋杀发生在国王向公民开放住所进入并向国王请愿的地方。
在等候室，凶手与科威特代表交谈，他们也在等待与费萨尔国王见面。 当凶手去拥抱他时，费萨尔国王按照沙特的习俗亲吻他的侄子。 就在那一刻，凶手拿出一把手枪射杀了他。 第一枪击中了费萨尔国王的下巴，第二枪击中了他的耳朵。一名保镖用一把护鞘击中了凶手。 石油部长反复喊叫不要杀死凶手。
费萨尔国王很快被送往医院。 当医生对他进行心肺复苏并给他输血时，他还活着。但是抢救无效，费萨尔国王不久后去世了。据报道，在袭击前后，凶手都很平静。 在袭击事件发生后，利雅得进行了为期三天的哀悼，期间所有政府活动都被暂停。
关于谋杀案的动机，其中一个可能性是凶手为了报复了自己兄弟的死亡。 费萨尔国王实施了现代和世俗的改革，在沙特阿拉伯境内设置了电视台，引发了暴力抗议活动。其中一次便是由凶手的兄弟率领，他在1966年袭击一家电视台的过程中被一名警察枪杀。
在袭击事件发生后被直接俘获的凶手一开始被认为有精神病，但在审判后，沙特阿拉伯医学专家小组认为当他开枪时他是理智的。 该国的高级宗教法庭判定他有罪并判处他执行死刑，最终凶手于利雅得被斩首示众。
1975年3月26日，费萨尔国王的遗体葬于利雅得的Al Oud墓地。

## 家族
費薩爾國王在世時共有4名妻子；兒女有21人，男孩8名，女孩13名。
|   | 妻                                         | 兒女                             |
| 1 | Sultana bint Ahmad bin Muhammad Al Sudayri | 阿卜杜拉（Abdallah）             |
| 1 | Sultana bint Ahmad bin Muhammad Al Sudayri | Munira（女）                     |
| 1 | Sultana bint Ahmad bin Muhammad Al Sudayri | al-Jawhara（女）                 |
| 1 | Sultana bint Ahmad bin Muhammad Al Sudayri | al-Jawhara（女）                 |
| 1 | Sultana bint Ahmad bin Muhammad Al Sudayri | al-Anud（女）                    |
| 1 | Sultana bint Ahmad bin Muhammad Al Sudayri | Hussa（女）                      |
| 2 | Jawhara                                    | Munira（女）                     |
| 3 | Haya bint Turki bin Abd al-Aziz Al Turki   | Mishail（女）                    |
| 3 | Haya bint Turki bin Abd al-Aziz Al Turki   | 哈立德（Khalid）                 |
| 3 | Haya bint Turki bin Abd al-Aziz Al Turki   | Fahda（女）                      |
| 3 | Haya bint Turki bin Abd al-Aziz Al Turki   | Nura（女）                       |
| 3 | Haya bint Turki bin Abd al-Aziz Al Turki   | 薩德（Saad）                     |
| 4 | Iffat bint Muhammad bin Abdallah           | 穆罕默德（Muhammad）             |
| 4 | Iffat bint Muhammad bin Abdallah           | 沙特（Saud）                     |
| 4 | Iffat bint Muhammad bin Abdallah           | 阿卜杜勒-拉赫曼（Abd al-Rahman） |
| 4 | Iffat bint Muhammad bin Abdallah           | 圖爾基（Turki）                  |
| 4 | Iffat bint Muhammad bin Abdallah           | 班達爾（Bandar）                 |
| 4 | Iffat bint Muhammad bin Abdallah           | Sara（女）                       |
| 4 | Iffat bint Muhammad bin Abdallah           | Latifa（女）                     |
| 4 | Iffat bint Muhammad bin Abdallah           | Lulua（女）                      |
| 4 | Iffat bint Muhammad bin Abdallah           | Hayfa（女）                      |